# 小郡市立三国中学校
小郡市立三国中学校（おごおりしりつみくにちゅうがっこう）は、福岡県小郡市にある公立中学校 。

## 校歌
- 作詞 - 薙野 敏光
- 作曲 - 本間 四郎

## 部活動

### 運動部
常設
- 野球
- サッカー
- ソフトボール
- テニス（男女別）
- 卓球（男女別）
- 剣道
- バスケットボール（男女別）
- バレーボール（男女別）

期間限定
- 陸上
- 駅伝
- 体操
- 水泳
- 空手
- バドミントン

### 文化部
- 吹奏楽
- コーラス
- 美術
- パソコン
- 書道
- 英語読書
- ボランティア

## アクセス
西鉄天神大牟田線「三国が丘駅」西口より徒歩20分。